# Flavinmononukleotid
Flavinmononucleotid (FMN), auch Riboflavin-5′-phosphat, leitet sich vom Vitamin Riboflavin (Vitamin B2) ab. Es fungiert als Coenzym in verschiedenen Oxidoreduktasen, u. a. NADH-Dehydrogenase. Während des katalytischen Reaktionszyklus durchläuft die Verbindung ausgehend von der oxidierten Form als FMN sowohl die Semichinon- (FMNH·) als auch die reduzierte Form (FMNH2).
FMN ist ein stärkeres Oxidationsmittel als NAD und ist Teil solcher Reaktionen, in denen nicht nur Transfers von Hydridionen (also zwei Elektronen), sondern Einzelelektronenübertragungen stattfinden.

## Verwendung als Farbstoff
In Lebensmitteln wird Riboflavin-5′-phosphat als gelber Farbstoff genutzt und hierfür synthetisch aus Riboflavin hergestellt. Verwendung findet es beispielsweise bei der Herstellung von Cremespeisen, Desserts, Speiseeis, Süßwaren, Käse, Mayonnaise, Suppen, Teigwaren. Für den menschlichen Organismus sind keine Nebenwirkungen bekannt, es gilt als unbedenklich. In der EU ist es als Lebensmittelzusatzstoff mit der Nummer E 101 (früher auch E 107) zugelassen.